# Franz Herre
Franz Herre (* 11. dubna 1926 Fischen im Allgäu) je německý historik a publicista. Je autorem množství populárních knih zabývajících se především dějinami Rakouska a Německa.
Franz Herre vystudoval historii na Mnichovské univerzitě a dlouhá léta pracoval jako novinář. V letech 1962–1981 působil jako šéfredaktor v Kolíně nad Rýnem.